# Snamjanka Druha
Snamjanka Druha (ukrainisch Знам'янка Друга; russisch Знаменка Вторая Snamenka Wtoraja) ist eine Siedlung städtischen Typs in der ukrainischen Oblast Kirowohrad mit etwa 5100 Einwohnern (2014) und gehört administrativ zum Stadtkreis von Snamjanka.

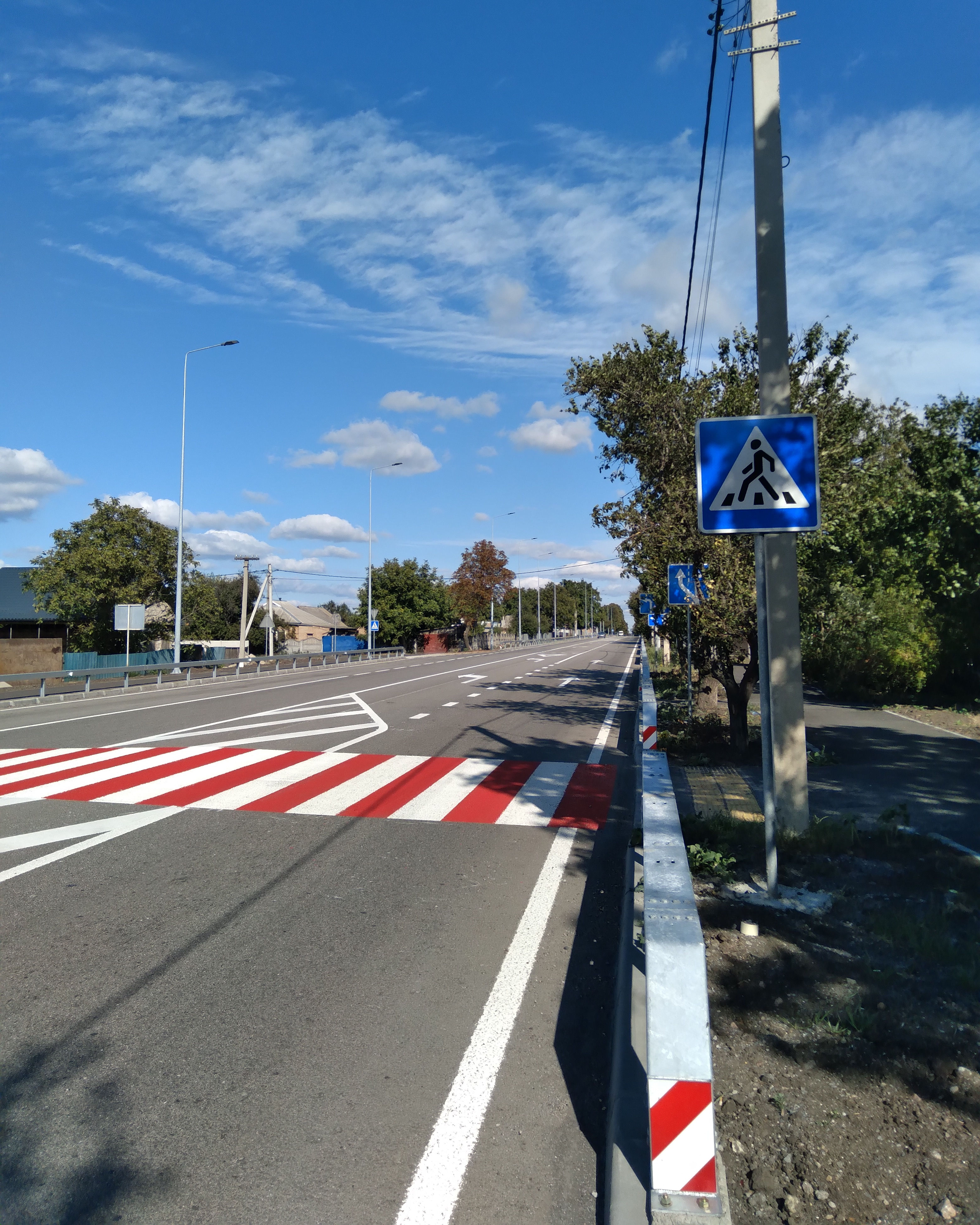
Die Hauptstraße

## Geographie
Snamjanka Druha liegt 8 km westlich der Stadtmitte von Snamjanka an der Europastraße 584 und am Beginn der nach Kiew führenden  Fernstraße N 01.

## Geschichte

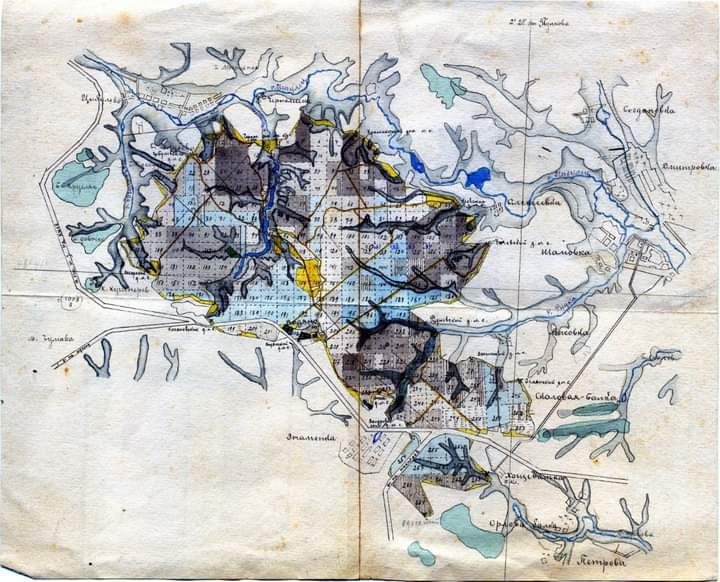
Karte vom Ende des 19. Jahrhunderts

Znamianka Druha wurde 1730 gegründet.
Während des Holodomor starben mindestens 12 Bewohner des Dorfes.
Seit 1938 hat sie den Status einer Siedlung städtischen Typs

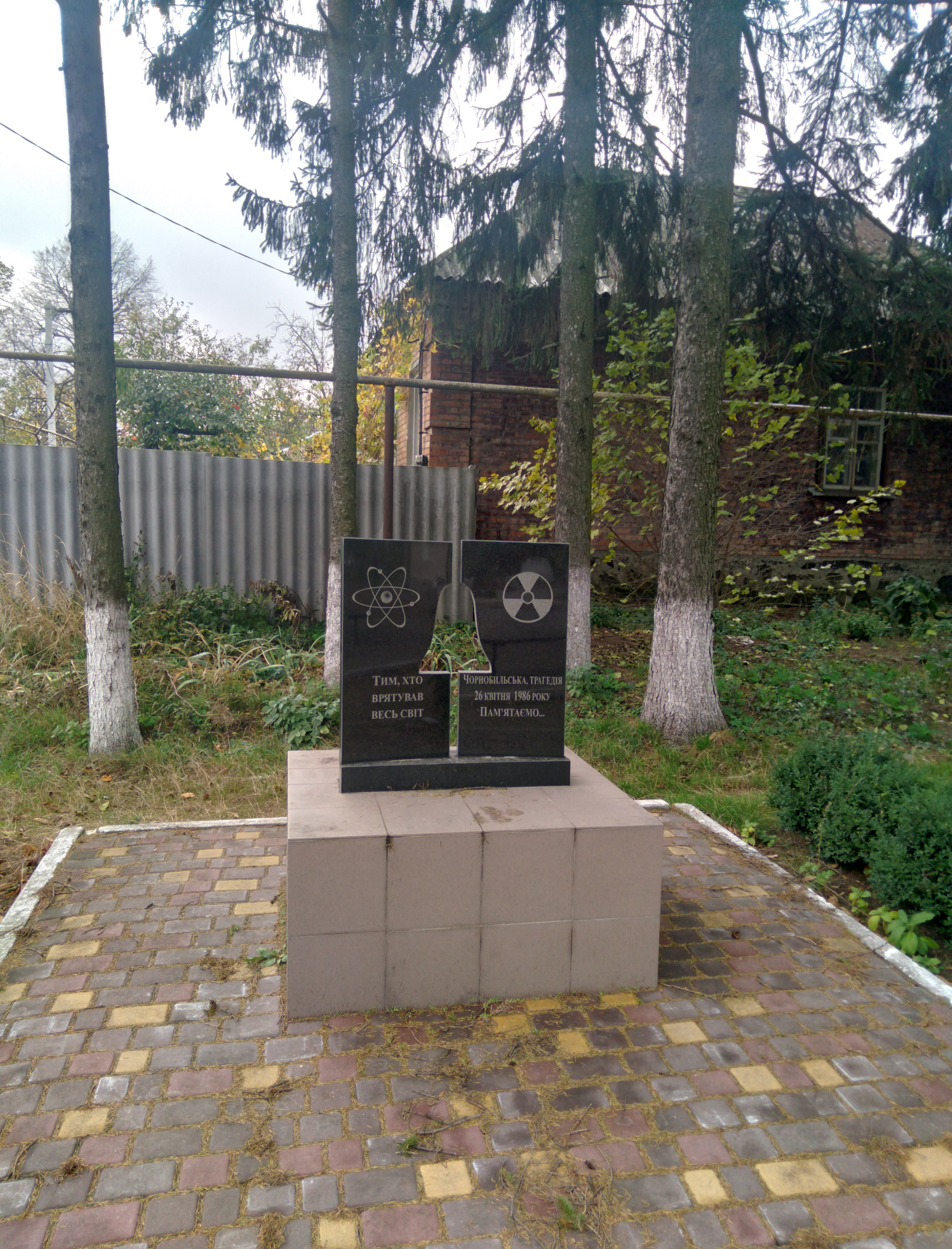
ein Denkmal für die Liquidatoren der Folgen der Nuklearkatastrophe von Tschernobyl

Am 12. Juni 2020 wurde die Siedlung ein Teil der neugegründeten Stadtgemeinde Snamjanka, bis bildete sie zusammen mit dem Dorf Wodjane die gleichnamigeSiedlungsratsgemeinde Snamjanka Druha (Знам'янська Друга селищна рада/Snamjanska Druha selyschtschna rada) als Teil der Stadtratsgemeinde Snamjanka im Zentrum des Rajons Snamjanka.
Am 17. Juli 2020 kam es im Zuge einer großen Rajonsreform zum Anschluss des Rajonsgebietes an den Rajon Kropywnyzkyj.
Am 25. Oktober 2020 wurde das Dorf im Zuge der Dezentralisierung Teil der neu geschaffenen Gemeinde Snamjanka.

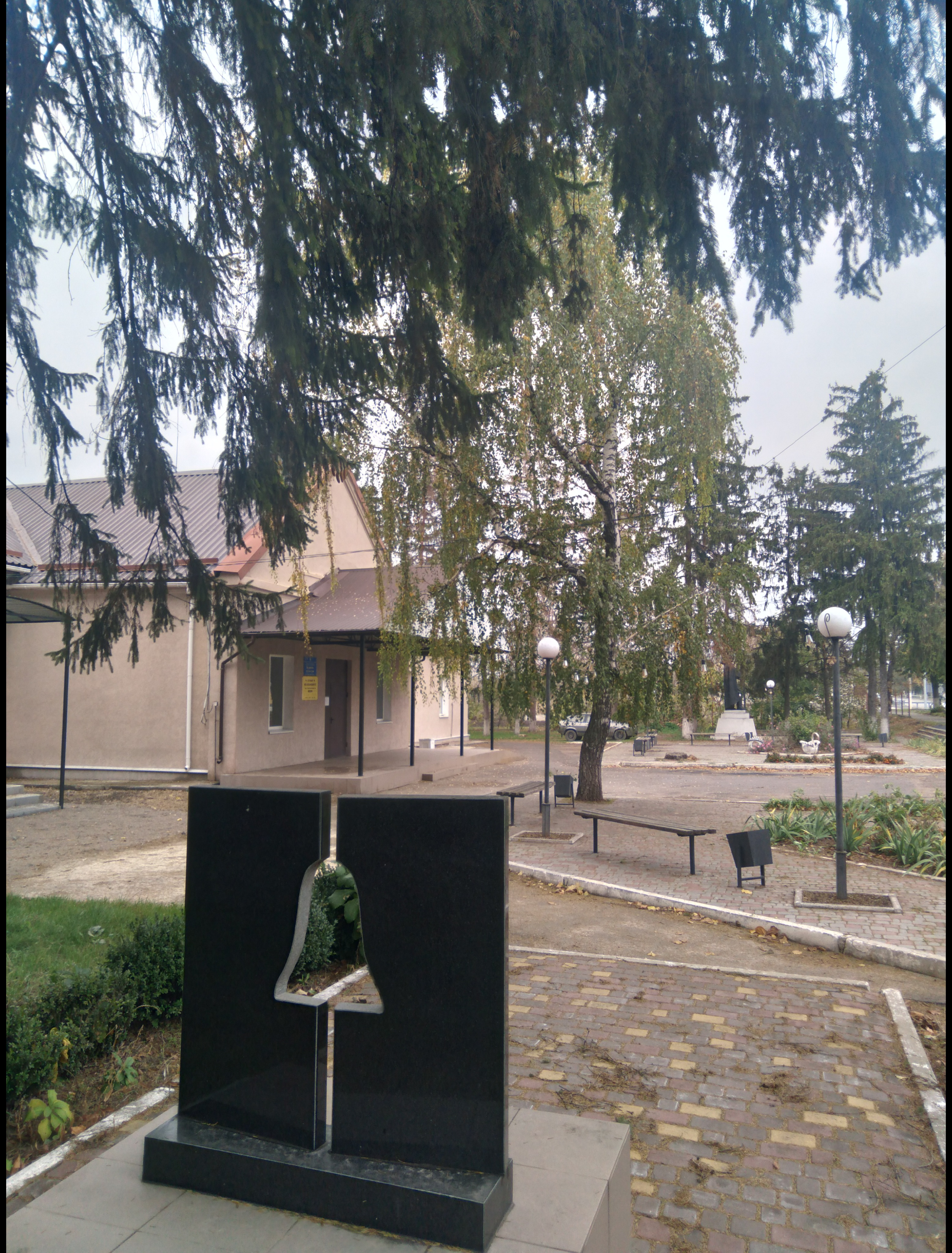
Verwaltungsgebäude

Am 31. Dezember 2022 wurde der Verkehr auf der neuen Brücke freigegeben, für deren Bau 215 Millionen Hrywnja aufgewendet wurden.